# Språk i Angola
| Språk i Angola |
| --- |
| Angolas flagga - Antal invånare – 25 789 024 - Officiellt språk – Portugisiska - Nationella språk – Kikongo, chokwe, umbundu, kimbundu, nganguela, kwanyama |

De flesta språk i Angola tillhör familjen bantuspråk. Därtill kommer khoisanspråk som talas av Sanfolket i Kalahariöknen. Officiellt språk är portugisiska. Det finns omkring 40 språk i Angola.

## Europeiska språk
I Angola talar 71 % (2014) av befolkningen angolansk portugisiska. I provinsen Kabinda vid Atlantkusten norr om Kongofloden används franska som är officiellt språk i grannländerna Demokratiska republiken Kongo (DRC) och Republiken Kongo. Allt fler angolaner lär sig engelska, ett språk som numera är obligatoriskt i skolan.[källa behövs]

## Afrikanska språk

Etniska grupper (grönt område är "Ganguela")

Efter självständigheten 1975 upphöjde regeringen alla inhemska språk till nationalspråk. Sex språk utvaldes till att utvecklas som litterära språk. Angolansk radio sänder på fjorton nationella språk. Tabellen  visar språk, folkgrupp och antal individer som har språket som första språk.
| Nr | Språk            | Folkgrupp  | Antal (ca) | Talas även i...                   |
| -- | ---------------- | ---------- | ---------- | --------------------------------- |
| 1  | Umbundu          | Ovimbundu  | 1 000      |                                   |
| 2  | Kimbundu         | Mbundu     | 4 000      |                                   |
| 3  | Chokwe           | Chokwe     | 1 300 000  | Kongo-Kinshasa, Zambia            |
| 4  | Oshivambo        | Ovambo     | 1 500 000  | Namibia                           |
| 5  | Ndonga           | Ovambo     | 300 000    | Namibia                           |
| 6  | Kwanyama         | Ambo       | 852 000    | Namibia                           |
| 7  | Kikongo          | Bakongo    | 2 700 000  | Kongo-Kinshasa, Kongo-Brazzaville |
| 8  | Ngoya            | -          | 100 000    |                                   |
| 9  | Nhaneca-Humbe    | Nyaneka    | 300 000    |                                   |
| 10 | Nsongo           | Songo      | 50 000     |                                   |
| 11 | Mbangala (språk) | Imbangala  | 400 000    |                                   |
| 12 | Lunda            | Lundariket | 400 000    | Zambia                            |
| 13 | Herero           | Herero     | 240 000    | Namibia                           |
| 14 | Diriku (språk)   | Gciriku    | 34 000     | Namibia och Botswana              |
| 15 | Holu             | Holuu      | 32 500     | DRC                               |
| 16 | Nyemba           | Nganguela  | -          | Namibia                           |
| 17 | Kwangali         | Kwangali   | 42 000     | Namibia                           |
| 18 | Luvale (språk)   | Lwena      | 712 000    | Zambia, Kongo-Kinshasa            |
| 19 | Yombe            | Yombe      | 42 000     | Kongo-Kinshasa, Kongo-Brazzaville |
| 20 | Suku             | Suku       | 12 000     | Kongo-Kinshasa                    |